# هوش استراتژیک
هوش استراتژیک توانایی سازگارپذیری با شرایط دائماً متغیر امروزی می‌باشد که با گام برداشتن در یک مسیر ثابت و هموار مغایرت دارد. زیرا تمامی سیگنال‌ها و نشانه‌های رقابتی امروزی، ما را به سازگاری با شرایط متغیر فرا می‌خوانند.

## پس‌زمینه
اگر با دقت بیشتری به دلیل ورشکستگی شرکت‌ها بپردازیم، متوجه می‌شویم که اکثر آنها وجود مشکل را دریافته بودند، اما نتوانسته‌اند استراتژی حل مسئله را تشخیص دهند. اغلب آنها حاضر به تغییر در راستای شرایط جدید نبوده‌اند، زیرا پیش از آن سرمایه‌های انسانی و مالی زیادی را برای ایجاد ساختار خود هزینه نموده و تغییر این جبر ساختاری برایشان امر دشواری محسوب شده‌است؛ و در نهایت، کارمندان یک شرکت یا سازمان هستند که تحت اثرات استراتژی توسعه یافته و مناسب قرار می‌گیرند.
هوش استراتژیک ترکیب انواع دیگری از هوش برای ایجاد ارزش افزوده اطلاعات و دانش در راستای تصمیم‌گیری استراتژیک سازمانی است. هوش استراتژیک اغلب در ارتش یا جهان دفاعی برای بزرگ جلوه دادن اطلاعات و دانش که می‌تواند در سطوح بالای تصمیم‌گیری مفید باشد استفاده می‌شود و اغلب از هوش تاکتیکی یا عملیاتی که بیان کننده سطح پایین‌تری از هوشمندی است قابل تفکیک می‌باشد در موقعیت کسب و کار هوش استراتژیک همان معنی را دارد که در ابزار هوشمند ارتش متعارف است اما نقش اصلی آن تأکید در چگونگی بهتر بودن موقعیت سازمانی برای کنترل آینده چالش‌ها و فرصت‌هایی است که موفقیت سازمان را افزایش می‌دهد.
هوش استراتژیک با تجمیع انواع مختلف هوشمندی، باعث ایجاد هم‌افزایی بین هوش تجاری، هوش رقابتی و مدیریت دانش شده و موجب می‌شود که اطلاعات و دانش سازمانی برای تصمیم‌گیری‌های  استراتژیک بکار گرفته شده و از این طریق ارزش افزوده ایجاد کنند.

## تعریف
- از نظر لیبو ویتز (2006)، «هوش استراتژیک بیان کننده تغییر در اطلاعات یا دانش است که می‌تواند در تصمیم‌گیری‌های کلان کسب و کار مورد استفاده قرار گیرد که بر چگونگی موقعیت‌یابی سازمان به منظور مقابله با چالش‌ها و فرصت‌های آینده برای به حداکثر رساندن موفقیت سازمان تاکید دارد[۱].
- مارک ژو و کای (2007) هوش استراتژیک را این‌گونه تعریف می‌کند: «اطلاعات استراتژیکی که رصد، تحلیل، آماده‌سازی و معنابخشی شده‌اند را به مدیران ارشد ارائه می‌دهد که باورها، تعهدات و اقدامات آنها تاثیر می‌گذارد»[۲].
- مک‌داول (2009) هوش استراتژیک را چنین معنی می‌کند: «ظرفیت منطقی، شناخت، خودآگاهی، یادگیری، دانش عاطفی، استدلال، طرح‌ریزی، خلاقیت، تفکر انتقادی و حل مسئله است. توانایی دریافت و تحلیل اطلاعات و حفظ و ذخیره‌سازی آنها به عنوان دانش برای زمانی که در زمان مناسب بازیابی شده و برای انطباق رفتار با محیط و زمینه استفاده شود»[۳].

هوش استراتژیک راه‌حلی است که دنیای کسب و کار کنونی برای مواجه شدن با انفجار اطلاعات و آشفتگی‌های همراه آن پیدا کرده است. هوش استراتژیک سازوکاری را فراهم می‌آورد که سازمان می‌تواند با تحلیل داده‌های بزرگ به مزیت رقابتی دست‌یابد.

## کارکردهای هوش استراتژیک
مک‌کوبی (2017) اعتقاد دارد که استفاده از هوش‌ استراتژیک به رهبران کسب و کار کمک می‌کند تا توانایی و مهارت خود را در زمینه‌های زیر افزایش دهند:
- پیش‌بینی: توانایی درک روندهایی که تهدیدها یا فرصتهای سازمان را ایجاد می‌کنند.
- بینش: توانایی تصویرسازی وضعیت ایده‌آل مبتنی بر دوراندیشی و ایجاد فرایندی برای مشارکت دیگران برای اجرای آن.
- انگیزه: توانایی ایجاد انگیزه در افراد مختلف برای همکاری در اجرای یک دیدگاه.
- مشارکت: توانایی ایجاد اتحادهای استراتژیک با افراد، گروه‌ها و سازمان‌ها.
- تفکر سیستمی: توانایی درک، ترکیب و ادغام ارکان سازمان که به عنوان یک کل برای یک هدف مشترک عمل می‌کنند.

## تفاوت بین هوش استراتژیک و هوش عملیاتی
1- توجه به اهداف مختلف.  یکی از تفاوتهای بارز بین هوش استراتژیک و هوش عملیاتی مربوط به هدف است. هوش استراتژیک به سازمان کمک می‌کند تا به محیط بیرون نگاه کند. هدف اصلی از این کار این است که اطلاعاتی را در اختیار مدیران قرار دهد که در شناسایی و تعیین استراتژی‌ها مفید هستند. از طرف دیگر، هوش عملیاتی، در وهله اول به وضعیت فعلی نگاه می‌کند و اطلاعات لازم را برای اجرای برنامه‌ها و استراتژی‌های موجود ارائه می‌دهد.
2- حال در مقابل آینده. هوش استراتژیک به سازمان کمک می‌کند تا به آینده توجه کند و روندها و الگوهای نوظهور را تشخیص دهد. از آنجاکه با هوش استراتژیک فرصتها و چالش‌ها قبل از وقوع دیده می‌شوند و گزینه‌ها و نتایج احتمالی برآورد می‌شوند، فرصتی برای تصمیم‌گیران به وجود می‌آید تا بهترین راهکارها را بررسی و انتخاب کرده و غافلگیر نشوند. در نقطه مقابل،‌ هوش عملیاتی به اینجا و حال می‌پردازد: تصمیمات استراتژیک گذشته سازمان را به وضعیت فعلی خود سوق داده است. اکنون تصمیمات عملیاتی هستند که به کمک مدیران می‌آیند تا اقداماتی را برای بهره‌گیری از فرصت‌های فعلی و استفاده از منابع برای پیاده‌سازی برنامه‌ها استفاده کنند.
3- کل‌گرایی در مقابل ویژه‌کاری. تصمیم‌های برآمده از هوش استراتژیک در سازمان بر جهت‌گیری‌ها و برنامه‌های کلی سازمان معطوف است و تصمیماتی بر آن اتخاذ می‌شود که آینده سازمان را ساخته و یا آن را تغییر می‌دهد. چنین رویکردی که کل‌گراست،‌ اغلب در سطح مدیریت ارشد شرکت از قبیل مدیر عامل، هیئت مدیره و معاونین روی می‌دهد. در مقابل مخاطب هوش عملیاتی در سازمان، متخصصان و افراد حرفه‌ای هستند که در یک واحد یا حوزه تخصصی خاص کار می‌کنند. برای مثال، مدیران فروش با در نظر گرفتن استراتژی‌هایی که در حال حاضر در دستور کار خود دارند، راه‌‌هایی را برای افزایش حداکثر اثربخشی آن استراتژیها از طریق تصمیمات عملیاتی و تاکتیکی ابداع می‌کنند، از جمله می‌توان به این موارد اشاره کرد: از کجا می‌توانیم نیروی فروش را به طور کارآمدتری اداره کنیم. چگونه می‌توان نتایج فروش را در مناطق مورد نیاز پیشرفت داد؛ نحوه تحریک نیرو فروش برای رسیدن به اهداف سه ماهه و نحوه طراحی سیستم پاداش فروش با منابع موجود چگونه است.
4- درجه جزئی شدن داده. هوش استراتژیک لزوماً به داده‌های بسیار جزئی نیاز ندارد. یعنی داده‌هایی که با بیشترین جزئیات احصاء و تفکیک می‌شوند. برعکس، در عملیات، معمولاً نیاز به جزئیات بیشتر و گاهی بالاترین درجه تفکیک قابل دسترسی برای داده‌ها است.
5- ابتکار در مقابل واکنش. هوش استراتژیک اطلاعات لازم را برای ایجاد ابتکارات جدید فراهم می‌آورد. همین ابتکارات هست که سازمان را به پیش می‌برد. هوش عملیاتی اطلاعاتی را برای تصحیح یا بهبود اثربخشی یک عملیات فعلی ارائه می‌دهد. سطوح مدیریت ارشد نیاز به اطلاعات هوش استراتژیک دارند تا بتوانند ابتکارات گسترده‌ای را شناسایی و انتخاب کنند. مدیران بازاریابی، منابع انسانی، امور مالی، بهره‌برداری، تعمیرات، خدمات فنی و ... به اطلاعات عملیاتی نیاز دارند تا به آنها در اجرای اقدامات مربوط به حوزه‌های خاص مسئولیت‌هایشان کمک کند.

## مطالعه بیشتر
هوش استراتژیک چیست؟
آزمایشگاه پژوهشی هوش استراتژیک (دانشگاه صنعتی خواجه نصیرالدین طوسی) (وب گاه آزمایشگاه)